# Portrait du duc de Berry
Le Portrait du duc de Berry est un portrait peint en 1820 par l'artiste français François Gérard. Il représente Charles-Ferdinand, duc de Berry, deuxième fils du futur Charles X de France qui était alors comte d'Artois. Berry était le neveu du roi Louis XVIII, monté sur le trône en 1815 après la défaite de Napoléon.

## Histoire
Figure marquante de la Restauration française, Berry fut assassiné par un bonapartiste, Louis Pierre Louvel, l'année de la réalisation du tableau. Poignardé et mortellement blessé à sa sortie de l'opéra à Paris, il décède le lendemain. Huit mois après sa mort, son épouse italienne Marie-Caroline donna naissance à un fils, Henri d'Artois, qui semblait assurer la succession de la maison de Bourbon pour une génération supplémentaire.
Aujourd'hui, le tableau se trouve dans la collection du château de Versailles. Il apparaît dans le tableau La Duchesse de Berry présentant le duc de Bordeaux de Charles Nicolas Lafond, peint en 1821. Le collègue de Gérard, Alexandre Menjaud, a produit l'œuvre La Mort du duc de Berry représentant la scène du lit de mort de Berry, tableau également conservé à Versailles.